# Ecsedi Kovács Gyula

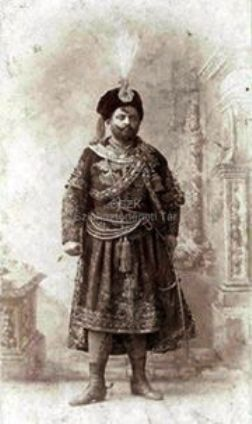
E. Kovács Gyula mint Bánk bán. 1865. november 2-án lépett fel először Kolozsvárott a címszerepben. Ez a kép a Katona József születésének 100. évfordulója alkalmából rendezett kolozsvári díszelőadás idején készült, 1892-ben.

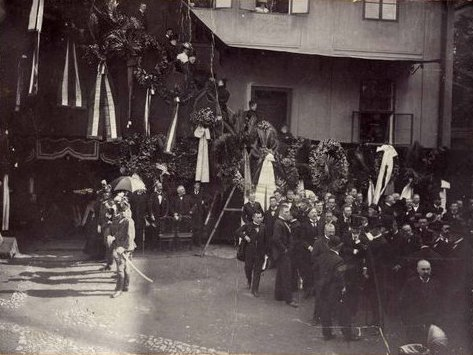
E.Kovács Gyula temetése

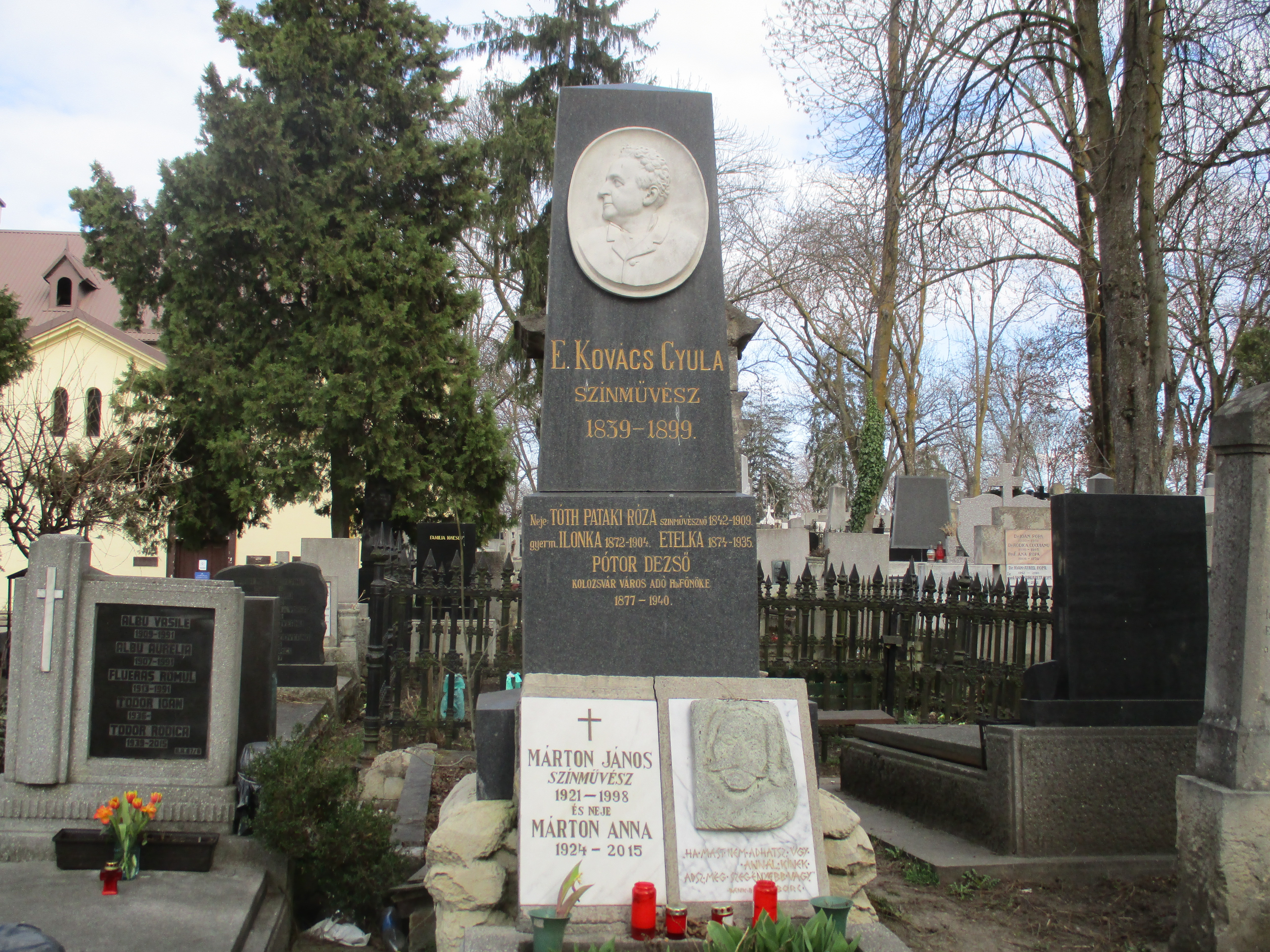
Síremléke a Házsongárdi temető II.a. parcellájában

Ecsedi Kovács Gyula (Gebe, 1839. február 14. – Segesvár, 1899. július 31.) színész.

## Élete
Ecsedi Kovács Gyula 1839. február 14-én született a Szatmár vármegyei Gebén (ma Nyírkáta). Apja Kovács Mihály nagydobosi református lelkész, anyja Keresztúri Julianna volt (a gebei református lelkész leánya), akik fiukat a legjobb nevelésben részesítették.
1851-ben atyja a Szatmár melletti Dobra papja lett és ekkor Kovács a szatmári református algimnáziumba került, ahol a III. osztályba vették föl és Kovács István tanárnál lakott. 1852 őszén atyja a debreceni kollegiumba vitte a IV. osztályba és itt járta többi (V-VII.) osztályait is mint kitűnő tanuló, de mint jó szavaló és poéta is szép hírnevet szerzett.
1852-ben Szatmáron látta az első színielőadást, amelyben szerepelt Egressy Gábor is, akinek felesége révén rokona is volt az ifjú Kovács Gyula. Az ifjúra mély benyomással volt a színielőadás, el is határozta, hogy felcsap színésznek.
1856-ban kezdte meg színészi működését Debrecenben, Láng társulatánál. Első szerepe augusztus 17-én a „Pál fordulása” című vígjátékban volt. Egy hónappal később már Fejér Károly társulatánál volt Nagykárolyban. E társulattal bejárta a környéket: Mátészalkán, Ungváron, Munkácson, Beregszászban, Máramarosszigeten és a felvidék többi városaiban léptek fel.
1857-ben Aradra szerződött Budai Józsefhez, itt játszotta első nagysikerű szerepét: Jókai Mór: Dózsa Györgyében, amelyben Barnabást alakította, majd innen Latabár Endre társulatához került, mint népszínműénekes.
1860-ban megismerkedett azonos nevű költő rokonával, Kovács Gyulával és mikor annak megjelent első verseskötete – megkülönböztetésképpen vette fel az ecsedi előnevet.
1862-ben Felekyné és Egressy Gábor közbenjárása által fellépett a Nemzeti Színházban is a Könyves Kálmán című dráma Álmos szerepében.
1865. október 27-én a Nemzeti Színháztól Kolozsvárra szerződött Follinus János társulatához, ahol a Bánk Bán szerepével óriási sikert aratott. 1866. április 22-én Kolozsváron házasságot kötött Pataki Róza színésznővel.
1869-ben a kolozsvári színtársulattal Kolozsvárt, Nagyváradon, Aradon, majd ismét Kolozsvárt játszott. Ez év áprilisában szerződött a pesti Nemzeti Színházhoz, de csak egy évig maradt itt, mert mint elsőrendű színészt harmadrendű fizetéssel alkalmazták. 1870. áprilisban Kolozsvárra ment, ahol 1872-ben az ottani színház művezetőjévé nevezték ki. Különösen Shakespere-alakításai országos hírűvé tették nevét és több város meghívta vendégszereplésre. Ezen körútja alkalmával, 1874. november 9-én Budapesten is szerepelt Othello szerepében, mely nagy hatást és feltűnést keltett.
1878-ban ismét a Nemzeti Színházhoz került, ahol most az első helyet töltötte be. Szigligeti halálával azonban legjobb pártfogóját vesztette el benne és így nem volt ott maradása; nem méltányolták tehetségét és becsvágyával is visszaéltek gyakran. Mindez okok arra bírták, hogy 1881-ben Kolozsvárra ment, ahol 1885. március 25-én, 25. jubileumán újra abban a darabban (Pál fordulása) játszott, amellyel pályáját kezdte.
A szigorú apa, miután fia színésszé lett, tudni sem akart felőle és évekig levelet sem vett tőle kezébe és csak akkor békült ki némileg vele, amikor Pestre szerződtették; levelet pedig csak 1883-ban írt neki, amikor fiát az első tragikusok közt ünnepelték és sepsiszentgyörgyi vendégszereplése alkalmából tisztelői arany serleget ajándékoztak neki, melyet a hálás fiú atyjának küldött az Úr asztalára. Ez ajándék a 73 éves ősz lelkészt mélyen meghatotta, mert mély vallásos érzületet látott fiának ezen tettében. Kovács Ecseden lakó szüleit meglátogatta (1865 és 1878-ban), míglen 1887-ben atyja temetésén jelent meg.
1896. április 30-án ülte meg színészségének 40 éves jubileumát Kolozsvárt, 1897. január 21-én ugyanazt Debrecenben.
1899. július 31-én a Petőfi halálának 50. évfordulójára rendezett ünnepség közben, a segesvári honvédsíroknál rendezett ünnepélyen szavalás közben érte a halál.

## Munkássága
A kolozsvári Nemzeti Színház örökös tagja, Egressy Gábor rokona és stílusának folytatója volt.
1876-ban a Petőfi Társaság, majd az Erdélyi Irodalmi Társaság, a nagyváradi Szigligeti Társaság és a debreceni Csokonai Kör is tagjai közé választotta. 1881-től haláláig a kolozsvári színház hősszínésze és művészi vezetője volt. 
Számos Shakespeare-mű bemutatásával megelőzte a pesti Nemzeti Színházat. Molière, Racine, Schiller drámái mellett ő adta elő Goethe Faust című színművét először magyar nyelven (1876. január 8.). Hivatásának tekintette a magyar dráma művelését is.
Írt költeményeket is; első versei 1862-ben a Hölgyfutárban, első könyve 1869-ben jelent meg. Költeményei (Ferenczi Zoltán életrajzi bevezetésével, Pest, 1869); Emlékek és élmények (Kolozsvár, 1896); Mátyás király (drámai prológ, Kolozsvár, 1896).
Lefordította Schiller Don Carlos (1881) és Stuart Mária (1887) című munkáit is.

### Főbb szerepei
- Hamlet, Lear király, Coriolanus (Shakespeare)
- Faust (Goethe)
- Bánk bán, Petur (Katona József)
- Telegdi, Marót bán (Vörösmarty)
- Wallenstein (Schiller: Wallenstein halála)
- Tell Vilmos (Schiller)
- Ferdinand (Schiller: Ármány és szerelem)
- Don Caesar de Bazan (Dumanoir–D’Ennery)
- Mózes (Madách Imre)

## Művei
- Kovács Gyula költeményei. Kiadta Szépfaludy Ö. Ferencz. Pest, 1869-ben.
- Don Carlos. Drámai költemény 5 felvonásban. Irta Schiller Frigyes, ford... Budapest, 1881. (Magyar Könyvesház 91-96. Ism. Magyarország 56-59. sz., Ellenőr 116. sz., Hon 59. sz., Egyetértés 59. sz., Beőthy Zsolt, Szinműirók 277. l.)
- E. Kovács Gyula költeményei.. Uo. 1892. (Ism. Főv. Lapok 132., Budap. Hirlap 146., Erdélyi Hiradó 121., M. Salon XXVII., Vasárn. Ujság 22. cz., Budapesti Szemle 1893. LXXVI.)
- Mátyás király. Drámai prolog. Két képben. A kolozsvári Mátyás-szobor alapköve letételének ünnepi előadásául írta és a magyar ifjúságnak ajánlja... Előadatott a kolozsvári nemzeti szinházban 1896. szeptember 30. és okt. 1. Kolozsvár, 1896.
- Emlékezzünk régiekről. Alkalmi költemény. A debreczeni első magyar nyelvű szini előadás századik évfordulója emlékünnepélyére. A Csokonia-kör megbizásából írta és a körnek nagytermében tartott díszülésén előadta... Debreczenben, 1898. nov. 27. Ugyanott, 1898-ban.
- Emlékek. Élmények. I. kötet, Ugyanott, 1888-ban.